# Roboam et Abia

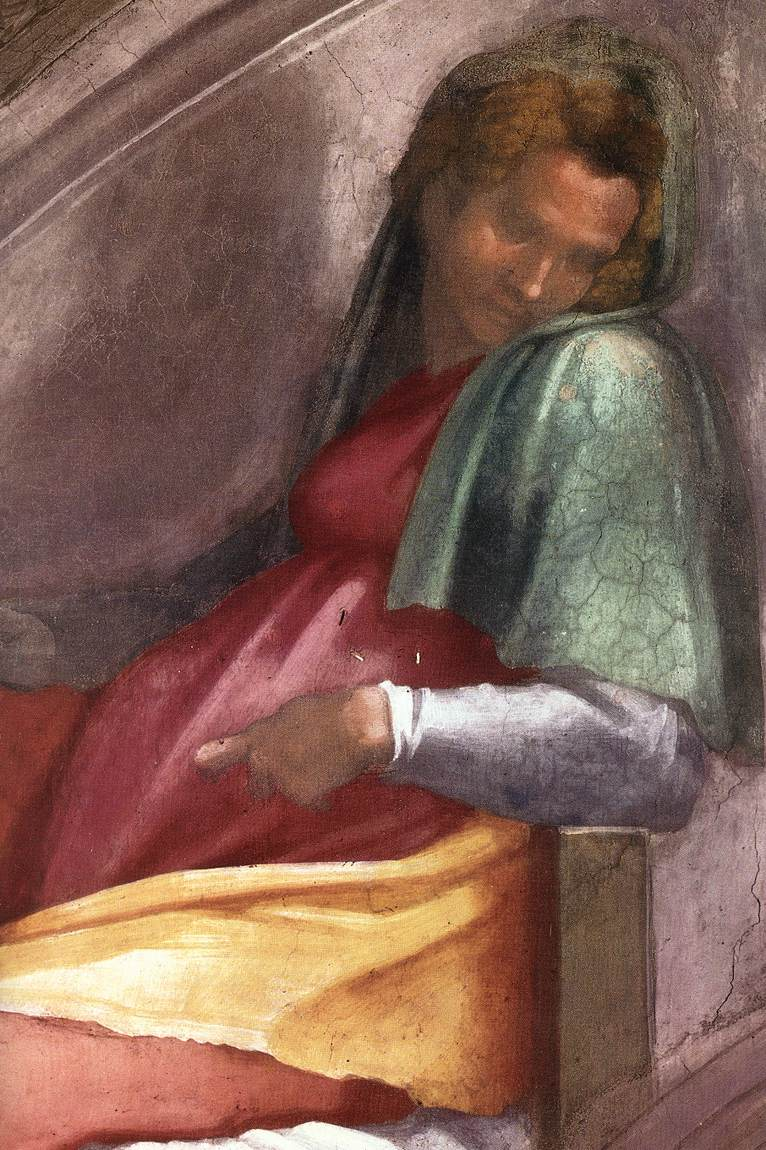
Détail.

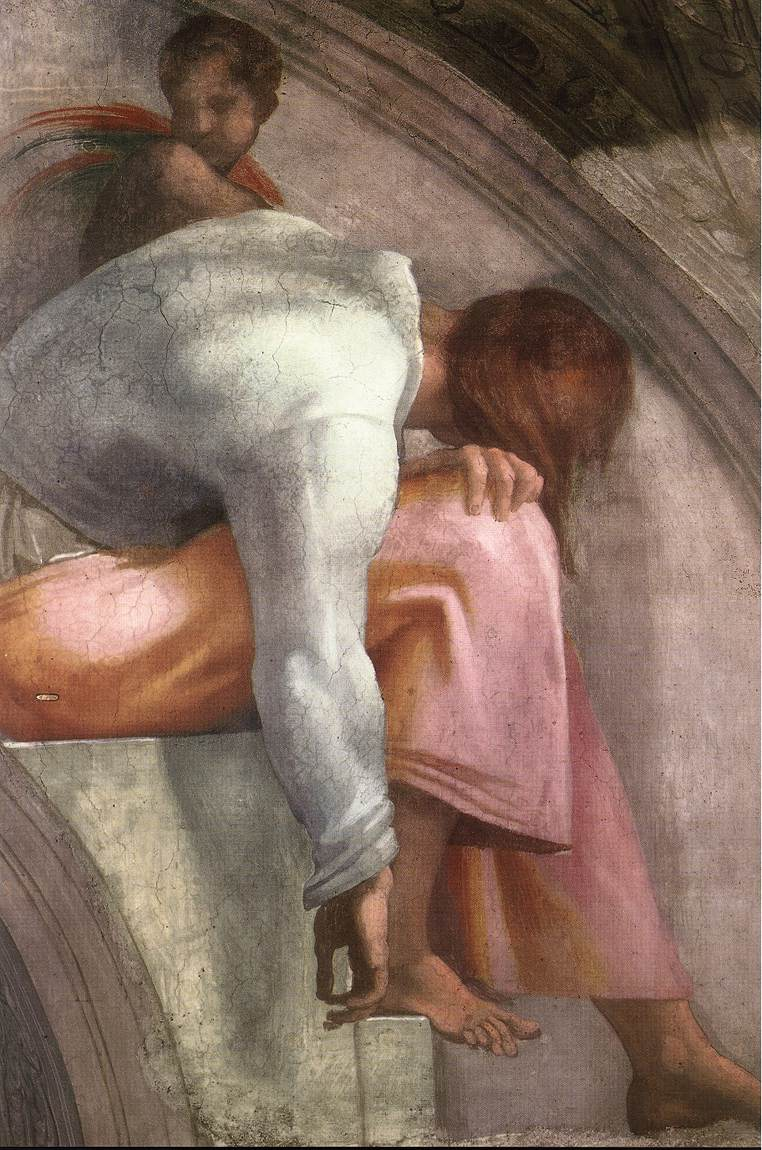
Détail.

La lunette de Roboam et Abia, décorée à la fresque par  Michel-Ange vers 1511-1512, fait partie de la décoration des murs de la chapelle Sixtine dans les Musées du Vatican à Rome. Elle a été réalisée dans le cadre des travaux de décoration de la voûte, commandés par Jules II.

## Histoire
Les lunettes, qui contiennent la série des Ancêtres du Christ, ont été réalisées, comme le reste des fresques de la voûte, en deux phases, à partir du mur du fond, en face de l'autel. Les derniers épisodes, d'un point de vue chronologique, des histoires ont donc été les premiers à être peints. À l'été 1511, la première moitié de la chapelle devait être achevée, nécessitant le démontage de l'échafaudage et sa reconstruction dans l'autre moitié. La deuxième phase, qui a débuté en octobre 1511, s'est terminée un an plus tard, juste à temps pour le dévoilement de l'œuvre la veille de la Toussaint 1512.
Parmi les parties les plus noircies de la décoration de la chapelle, les lunettes ont été restaurées avec des résultats étonnants en 1986.
La lunette de Roboam et Abia est probablement la dixième à être peinte par Michel-Ange, la seconde après le remontage de l'échafaudage en bois.

## Description et style
Les lunettes suivent la généalogie du Christ à partir de l'Évangile de Matthieu. Roboam et Abia sont dans la troisième lunette du mur de droite à partir de l'autel.
Elle est organisée avec un groupe de personnages sur chaque moitié, entrecoupé du cartouche avec les noms des protagonistes écrits en capitales romaines : « ROBOAM / ABIAS ». Dans les lunettes de la deuxième partie du chantier, la plaque a une forme simplifiée, due à l'insistance du pape qui voulait une conclusion rapide des travaux.
La couleur de fond de ces scènes est également différente, plus claire, avec des figures plus grandes et une exécution plus rapide et plus fluide. Cette lunette, en particulier, s'est avérée extraordinaire lors de la phase de restauration puisqu'aucun signe de division en « jours » n'a été trouvé : l'artiste, particulièrement inspiré, a dû la réaliser en une seule fois, ajoutant progressivement du plâtre frais au fur et à mesure du travail, sans interruption. .
Les deux moitiés sont peuplées de personnages dans des poses variées et extrêmement naturelles. Sur la gauche, une femme de profil semble regarder vers le centre de la chapelle, penchée avec la tête tournée et un bras appuyé sur le dossier de son siège : elle est la seule des figures des lunettes à disposer d'un tel accessoire derrière son siège. Un pied est placé en position élevée sur une marche, montrant la draperie de la cape rouge dans toute sa force plastique. La doublure du manteau est jaune, le voile de la femme vert et le coussin blanc, dans une variation de couleurs de base que l'on retrouve également dans les autres fresques de Michel-Ange. Sa main gauche indique qu'elle est enceinte et semble montrer l'enfant à naître.
Le jeune homme de droite, en revanche, est penché sur lui-même, dans un abandon complet, le visage tourné vers le mur du fond, une main appuyée sur son genou, tandis que l'autre bras pend à l'extérieur. Les couleurs de ses vêtements sont moins vives, mais toujours en phase avec la palette générale de couleurs : une veste violet pâle, une chemise verte et un pantalon rouge-rose. Derrière lui, un enfant est juste esquissé (les différentes finitions des personnages en arrière-plan aident à définir les plans spatiaux et évoque l'« inachevé » sculptural d'œuvres comme le Tondo Pitti ou le Tondo Taddei), qui semble vouloir soulever l'homme, le prenant par l'épaule : son manteau gonflé est même suggéré par un seul et grand coup de pinceau d'ocre rouge et noire.
L'image du jeune dormeur est étudiée dans des croquis à la plume sur deux feuilles du soi-disant « Code d'Oxford », à l'Ashmolean Museum, composé de huit feuilles avec des études pour la plupart se rapportant aux lunettes de la dernière moitié de la chapelle.